# Rio Melissa
Der Rio Melissa ist ein etwa 95 km langer linker Nebenfluss des Rio Piquiri im Westen des brasilianischen Bundesstaats Paraná.

## Geografie

### Lage
Das Einzugsgebiet des Rio Melissa befindet sich auf dem Terceiro Planalto Paranaense (Dritte oder Guarapuava-Hochebene von Paraná) nördlich von Cascavel.

### Verlauf
Sein Quellgebiet liegt im Munizip Cascavel auf 652 m Meereshöhe etwa 12 km nördlich der Stadtmitte an der PR-180.
Der Fluss verläuft überwiegend in nordöstlicher Richtung. Er fließt zwischen den Munizipien Corbélia und Nova Aurora von links in den Rio Piquiri. Er mündet auf 292 m Höhe. Er ist etwa 95 km lang.

### Munizipien im Einzugsgebiet
Am Rio Melissa liegen die vier Munizipien Cascavel, Corbélia, Cafelândia und Nova Aurora.